# Horváth Mihály (akadémiai igazgató)
Horváth Mihály (Kőszeg, 1733. december 24. – Nagyvárad, 1784. szeptember 21.) teológiai doktor, jogakadémiai igazgató, előbb a jezsuita rendnek volt áldozópapja.

## Élete
1749. október 18-án lépett a rendbe. A jezsuiták 1768. évi katalógusa szerint akkor Kassán a retorika tanára és az újonc papok felügyelője volt. Neve 1769-ben már nem fordul elő a katalógusban, a rendet ekkor már elhagyta. 1780-ban nagyváradi akadémiai igazgató lett. 1784-ben a második félévi vizsgálatok alkalmával hirtelen rosszul lett és többé fel sem gyógyult.
A latin klasszikusokból nem jelentéktelen verselési képességet sajátított el, de ebbéli ügyességének jelét nem hagyta fenn nyomtatott műben. Révai Miklósnak meghitt barátja volt, vele levelezett és buzdította őt a Magyar Hirmondó szerkesztésére.
Öt levele van a Magyar Nemzeti Múzeum kézirattárában, melyeket 1783. máj. 2., jún. 11., 25., dec. 26. és 30. Nagyváradról Révaihoz intézett, ki ezekből némi kivonatot is közölt Elegyes versei (Pozsony, 1787. 249-255. l.) c. munkájában.